# Suprapresiune pulmonară
Suprapresiunea pulmonară este un accident de scufundare ce apare datorită destinderii gazelor blocate în plămâni peste limita de elasticitate a acestora, în timpul ridicării către suprafața apei. 
În timpul urcării la suprafață unii scafandri își opresc respirația (expirația) fie voluntar fie în mod reflex într-o situație de urgență datorită panicii, ceea ce conduce la creșterea rapidă a volumului gazelor conținute în plămâni o dată cu scăderea presiunii (adâncimii). 
Continuând urcarea către suprafața apei, volumul gazelor din plămâni crește atât de mult încât depășește volumul maxim al alveolelor și, învingând limita lor de elasticitate, conduce la ruperea acestora. Accidentul este cu atât mai grav cu cât blocarea expirației se produce mai aproape de suprafața apei, acolo unde scăderile de adâncime conduc la variații mari de volum. 
Principalele manifestări ale suprapresiunii pulmonare sunt embolia gazoasă, emfizemul mediastinal, emfizemul subcutanat și pneumotorax.

### Embolia gazoasă
Este cea mai gravă consecință a suprapresiunii pulmonare. Presiunea creată în plămâni împinge aerul din alveolele pulmonare în vasele de sânge de unde este transportat la inimă, iar de aici este trimis prin artere în tot corpul. Aerul ajunge apoi în arterele care alimentează creierul blocând un vas de sânge. Se va forma un dop, „embolus”, care nu va permite sângelui să treacă mai departe prin acel vas. Țesutul creierului, din zona aferentă vaselor de sânge de după dopul gazos, nu va mai fi irigat. Acest țesut nu va putea să reziste neoxigenat mai mult de câteva minute fără a suferi leziuni ireversibile. Un scafandru care a suferit o embolie gazoasă își poate pierde cunoștința fie înainte de revenirea la suprafață, fie la câteva minute după ieșirea din apă. 

#### Primul ajutor în cazul emboliei gazoase
Simptomele specifice emboliei gazoase pot apărea chiar în timpul ridicării sau după câteva momente după ieșirea scafandrului la suprafața apei și pot fi: mișcări necoordonate, amețeli, paralizie, tulburări de vedere și vorbire, dureri în piept, sânge în gură, convulsii și întreruperea respirației 

Imediat ce se constată că un scafandru ar putea fi victima unei embolii gazoase, acestuia trebuie să i se acorde primul ajutor, după care trebuie recomprimat într-o barocameră. Nu se recomandă recomprimarea victimei direct în apă deoarece simptomele sunt prea severe pentru a permite un tratament adecvat în apă. 
Primul ajutor în cazul emboliei gazoase constă în: 
- se culcă scafandrul accidentat pe spate, înclinat spre stânga, capul mai jos decât picioarele, pentru a reduce posibilitatea ca bulele de gaz rămase în sistemul circulator să ajungă la creier;
- se efectuează victimei respirația „gură la gură”, numai dacă este necesar;
- se administrează scafandrului oxigen;
- se protejează victima contra șocurilor;
- se transportă victima de urgență la cea mai apropiată barocameră pentru recompresie.

### Emfizemul mediastinal
Este mai puțin serioasă decât embolia gazoasă. Acesta constă în aceea că aerul este împins în spațiile cu țesut din mijlocul toracelui, între plămâni, lângă inimă și de-a lungul traheii. Simptomele caracteristice sunt: dureri toracice, tulburări respiratorii și leșin datorită presiunii aerului asupra inimii.

### Emfizemul subcutanat
Care constă în existența de aer sub piele, în special în jurul gâtului. În acest caz, simptomele sunt: tulburări respiratorii, edem și chiar schimbarea vocii.

### Pneumotoraxul
Constă în pătrunderea aerului între plămâni și peretele cavității toracice, în cavitatea pleurală. Plămânul afectat își reduce volumul, cel puțin în parte, ceea ce va influența respirația. Dacă presiunea crește, aceasta va afecta nu numai plămânul, ci și inima reducând activitatea cardiacă. Simptomele constau din dureri în piept și dificultăți respiratorii.

### Tratamentul accidentului de suprapresiune pulmonară
Tratamentul de urgență a accidentului de suprapresiune pulmonară este exclusiv hiperbar, prin recomprimarea rapidă, în barocameră a scafandrului la o presiune cu 1 bar mai mare decât presiunea de expunere în apă (corespunzătoare adâncimii atinse de scafandru), fără a depăși presiunea de 5 bar (sc. man.). 
Tratamentul hiperbar se completează cu administare de medicamente și eventual cu intervenție chirurgicală pentru eliminarea volumului de aer.

### Prevenirea apariției accidentului de suprapresiune pulmonară
Evitarea apariției suprapresiunii pulmonare se face controlând în permanență libera expirație în timpul urcării către suprafața apei. Este important ca în timpul efectuării unei scufundări cu aparat autonom de respirat sub apă, pe perioada ridicării la suprafață, scafandrul să nu-și țină respirația atunci când se află într-o situație critică, de panică.
Pe toată durata urcării la suprafață, scafandrul trebuie să respire în mod normal și să expire în mod continuu.